# Ziua Eliberării Naționale a Republicii Togoleze
Ziua Eliberării Naționale este celebrată la 13 ianuarie și este sărbătoarea națională a Republicii Togoleze. 
Această sărbătoare celebrează lovitura de stat a forțelor militare conduse de Gnassingbé Eyadéma împotriva președintelui Sylvanus Olympio de la 13 ianuarie 1963. Președintele Sylvanus Olympio a fost ucis prin împușcare în timp ce încerca să ajungă să ceară protecție de la ambasada Statelor Unite, iar forțele armate l-au ales președinte pe Nicolas Grunitzky.